# Рай (Вармінсько-Мазурське воєводство)
Рай (пол. Raj) — село в Польщі, у гміні Моронґ Острудського повіту Вармінсько-Мазурського воєводства.
Населення — 159 осіб (2011).
У 1975-1998 роках село належало до Ольштинського воєводства.

## Демографія
Демографічна структура станом на 31 березня 2011 року:
|          | Загалом | Допрацездатний вік | Працездатний вік | Постпрацездатний вік |
| -------- | ------- | ------------------ | ---------------- | -------------------- |
| Чоловіки | 82      | 19                 | 56               | 7                    |
| Жінки    | 77      | 17                 | 44               | 16                   |
| Разом    | 159     | 36                 | 100              | 23                   |